# Abu-l-Hussayn Àhmad ibn Muhàmmad al-Qàïm
Abu-l-Hussayn Àhmad ibn Muhàmmad al-Qàïm fou un imam alida del Tabaristan.
Quan l'imam al-Hàssan ibn Zayd va morir en 884, el va succeir el seu germà, governador de Gurgan, Muhàmmad ad-Daï as-Saghir al-Qàïm ilà-l-Haqq, però a Amol el poder fou usurpat pel seu cunyat, l'alida Abu-l-Hussayn Àhmad ibn Muhàmmad al-Qàïm.
Va governar durant deu mesos amb el suport dels caps religiosos d'Amol. Muhàmmad ad-Daï as-Saghir no va poder entrar a Amol fins al cap de deu mesos, el 885. La seva sort final no és coneguda.